# Oliver Twist (2005)
Oliver Twist is een Britse dramafilm uit 2005 onder regie van Roman Polański. De film is gebaseerd op de gelijknamige roman uit 1838 van de Britse auteur Charles Dickens.

## Verhaal
Verfilming van het gelijknamige boek van Charles Dickens. Oliver Twist (Barney Clark) is een weesjongen die op een dag de zakkenroller Fagin (Ben Kingsley) ontmoet. De laatste leert een groep jonge volgelingen van hem hoe ze het handigst kunnen stelen. Oliver Twist wil graag in deze groep opgenomen worden, maar de diefstallen lopen al snel uit de hand, waardoor een klopjacht op de groep dieven ontstaat.

## Rolverdeling
- Barney Clark: Oliver Twist
- Ben Kingsley: Fagin
- Jamie Foreman: Bill Sykes
- Harry Eden: Artful Dodger
- Leanne Rowe: Nancy
- Mark Strong: Toby Crackit
- Edward Hardwicke: Mr. Brownlow
- Frances Cuka: Mrs. Bedwin
- Chris Overton: Noah Claypole
- Jeremy Swift: Mr. Bumble
- Michael Heath: Mr. Sowerberry
- Gillian Hanna: Mrs. Sowerberry
- Paul Broke: Mr. Grimwig
- Ian McNeice: Mr. Limbkins